# Infanteri

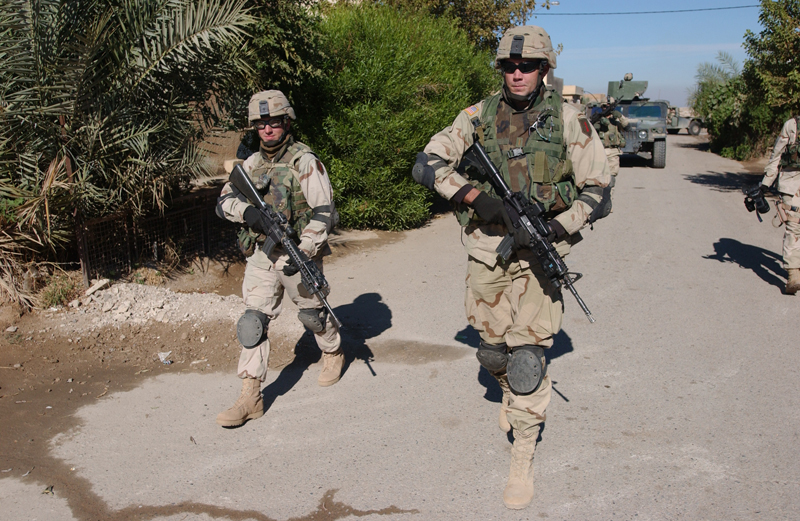
Amerikanska infanterisoldater i Irak 2004.

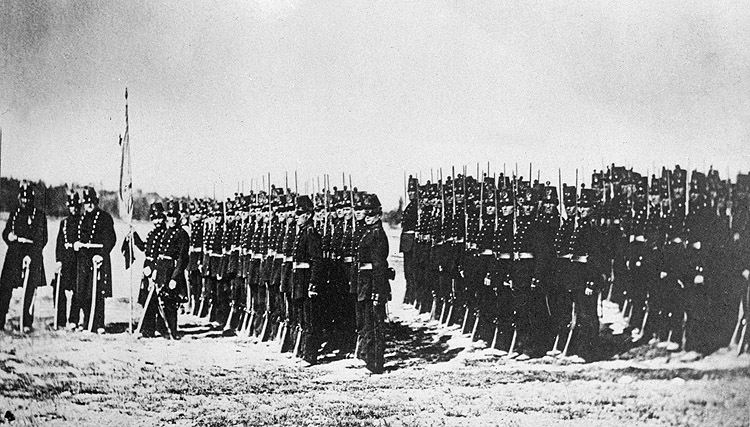
Skellefteå kompani, Västerbottens infanteriregemente, på Gumboda hed cirka 1860.

Infanteriet eller, ålderdomligare, fotfolket eller fotsoldat är det truppslag inom en armé som traditionellt strider till fots. Historiskt sett har infanteriet även förflyttat sig till fots, men genom tiderna har infanteri också använt transportmedel som hästar, pansarfordon, lastbilar och terrängbilar, tåg, flygplan eller helikoptrar - se cykelinfanteri, motoriserat infanteri och mekaniserat infanteri. Själva beteckningen infanteri eller infanteriregemente började man använda under 1600-talet.

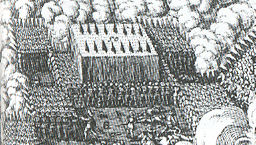
En tercio från 1600-talet.

Den vapentekniska utvecklingen i världen har förändrat begreppet infanteri, och det kan i vissa fall vara svårt att åtskilja infanteri, "mekaniserade enheter" och pansartrupper.

## Historik
Infanteriet särskilde sig under antiken från andra vapenslag, som häststridsvagnar, kavalleri och belägringsvapen. Antikens Grekland och romerska riket hade infanteri med avancerad utrustning och taktik. Under medeltiden började infanteriet i Europa använda pikar för att bekämpa beridna fiender. Musköter med bajonetter utvecklades under tidigmodern tid till ett universellt vapen som var överlägset kavalleriet, och därmed blev infanteriet det dominerande truppslaget fram till andra världskriget, då pansarfordon började dominera slagfältet.
Fotfolk eller infanteri var det vapenslag som stred till fots. Fotfolket var beväpnat med gevär, försedda med bajonett, och kunde strida såväl anfallsvis som försvarsvis, på avstånd med eldvapen och på nära håll med bajonett. Det kunde således på egen hand utkämpa en strid och var det enda självständiga vapenslaget. Infanteriet kunde uppträda i all mark där en människa kommer fram. Det är lättast att anskaffa, utrusta, utbilda och underhålla, varför det även räknades som det talrikaste och förnämsta vapenslaget. I de stora arméerna fanns, jämte det vanliga fotfolket, en mindre del lättare utrustat och i skjutning synnerligen utbildat fotfolk, såsom jägare, skyttar och så vidare. Grundenheten var bataljonen, som vanligen fördelades i fyra kompanier och på krigsfot räknade 800–1 000 man. Tre eller fyra (undantagsvis två) bataljoner förenades till ett regemente, två (undantagsvis tre) regementen till en brigad, och två eller (någon gång) tre brigader till en division (fördelning).
Fotfolket var sedan äldsta tider antingen tungt eller lätt. Det förra bar vapen, avsedda främst för handgemäng, såsom svärd och spjut, hade skyddsvapen, såsom hjälm, harnesk och sköld, samt uppställdes i djupa slaghopar. Det senare förde kastvapen, såsom båge, kastspjut och slunga, saknade skyddsvapen eller hade endast obetydliga sådana samt svärmade framför de tunga slaghoparna och inledde striden. Det tunga fotfolket, som hade största anseendet, rekryterades av de fria medborgarna (såsom i Grekland, jämför falang) eller av det äldre manskapet (såsom i Rom, jämför legion), medan det lätta var sammansatt av slavar eller av de yngsta medborgarna. Under hela forntiden var fotfolket härens egentliga styrka, men förlorade under medeltiden sin betydelse i jämförelse med rytteriet, som under riddarväsendets dagar helt och hållet fällde utslaget på stridsfälten.
Eldvapnens införande återgav fotfolket dess betydelse. Det bestod även då av två slag: tungt, pikenerare, beväpnade med rustning och blanka vapen samt uppställda i stora kvadrater, och lätt, musketerare, utan skyddsvapen, men försedda med eldvapen (musköt) och uppställda omkring eller i hörnen av de tunga slaghoparna. Denna klumpiga uppställning ändrades av Morits av Oranien mot en tunnare och smidigare. Gustaf II Adolf fortsatte i hans spår. Han förtunnade uppställningen (på sex, ibland endast tre led), lättade på musketerarnas utrustning och skapade bättre samverkan mellan de båda slagen av fotfolk. Mot trettioåriga krigets slut slopade pikenerarna rustningen, och i början av 1700-talet hade piken blivit utbytt mot gevär med bajonett. Från den tiden fanns således endast ett slag av fotfolk. Under hela 1600-talet indelades fotfolket i regementen, och under senare hälften av samma århundrade infördes bataljonen som stridsenhet. Uppställningen förtunnades till tre led, fotfolket uppställdes till på två långa linjer bakom varandra vilka på inga villkor fick brytas. Detta var den huvudsakligen av den preussiske konungen Fredrik Vilhelm I och furst Leopold av Anhalt-Dessau utarbetade linjartaktiken, vilken bragtes till sin fulländning av Fredrik II. Ett försök att återinföra lätt fotfolk gjordes med införandet av jägarbataljoner, men utan framgång. Under franska revolutionen kämpade hopar av oövade krigare, som rusade på i djupa massor i kolonner, föregångna av skyttar i spridd ordning, tiraljörer. Ett nytt stridssätt genomfördes under Napoleon I. Fotfolket indelades i halvbrigader, sedermera kallade regementen (om tre bataljoner), i brigader och i divisioner. Det franska fotfolkets indelning och stridssätt infördes så småningom i alla arméer. Jämte det vanliga fotfolket nyttjades lätt fotfolk, som utgjorde en del av bataljonen och skulle inleda striden genom att uppträda i spridd ordning, varefter bataljonens slutna massa skulle utföra ett samlat anfall. Med införandet av refflade gevär och kanoner, första gången använda i andra italienska frihetskriget 1859, och av bakladdningsvapen, som kom till användning under amerikanska inbördeskriget 1862-65, fick den spridda ordningen allt större betydelse, och sedan österrikarnas slutna anfall 1866 misslyckats mot preussarnas kompanikolonner och utvecklade skyttar, gjorde sig ett nytt stridssätt gällande.
Fotfolkets stridssätt bestämdes av de snabb- och långskjutande gevärens förmåga att hastigt samla elden på en punkt och att förlägga denna på långt avstånd från de skjutande och bajonettstrid förekom mera sällan. Stridsledningen måste följaktligen gå ut på att dra så stor fördel som möjligt av elden, på samma gång som dennas härjningar tvingar de i striden invecklade trupperna till en gles formering. Inkomna inom området för fiendens artillerield, måste bataljonerna dela sig kompanivis på två eller flera linjer, av vilka den främsta hade till uppgift att utföra själva eldstriden, under det att de andra avsåg att förstärka den främsta och att ge styrka åt anfallet. Främsta linjens kompanier ryckte fram på en eller flera efter varandra följande tunna linjer så långt som möjligt, innan de slöt sig samman och öppnade eld. Under skydd av denna eld sprang skyttelinjen, antingen hel och hållen på en gång eller kompani- eller plutonsvis eller i ännu mindre delar framåt ett stycke, stannar, kastar sig ned och skjuter. De bakom skyttelinjen varande avdelningarna, reserverna, följde efter i mer eller mindre upplöst formering och sattes in, när detta behövdes, för att få skyttelinjen framåt och öka dess eldkraft, varvid artilleriet bör medverka. Visar det sig omöjligt att komma längre fram, nödgas skyttelinjen stanna och tvingas möjligen att medelst sina medförda verktyg skapa sig enkla skydd för att i dessa invänta omslag. Synes elden ha gjort avsedd verkan, det vill säga om någon avmattning märks i fiendens eld, skrider den förstärkta skyttelinjen ytterligare framåt och övergår slutligen till bajonettanfall. Bajonettstrid förekom dock sällan annat än i bebyggda orter, i skansar och dylikt. Den försvarande besätter sin ställning, ofta i tätare formering än den anfallande och med kortare avstånd mellan linjerna, och försöker med sin eld hålla stånd mot den anfallande. Därigenom förlorar nämligen denne tid, och hans anfall mister en del av sin kraft. Det passiva motståndet kan, där det lämpligen låter sig göra, utfyllas med anfallsstötar, varjämte den försvarande, om fiendens kraft brytes, med huvuddelen av sina krafter övergå till anfall. Sådan är den vanliga gången av en fotfolksstrid. Den utvecklar sig dock stundom ganska långsamt och kan ofta länge bölja fram och tillbaka eller låsa fast sig på samma plats.